# Nicole Fontaine
Nicole Fontaine (16 de enero de 1942-17 de mayo de 2018) fue una abogada y política francesa, eurodiputada por la Unión por un Movimiento Popular, parte del Partido Popular Europeo. Fue la segunda mujer presidenta del Parlamento Europeo en el periodo comprendido entre el 20 de julio de 1999 y el 15 de enero de 2002. Además de política, Fontaine fue profesora asociada de ESCP Europe y ocupó la Cátedra Jean Monnet en la Universidad de Niza Sophia Antipolis. 

## Datos a destacar
Nació el 16 de enero de 1942 en Granille-Ymauville (Normandía). En 1962 se licenció en Derecho y fue miembro del Colegio de Abogados del departamento de Hauts-de-Seine. Dos años más tarde se diplomó por el Instituto de Estudios Políticos de París. En 1969 obtuvo su doctorado en Derecho Público. Su tesis de Doctorado sobre las relaciones entre el Estado y la Enseñanza Privada por contrato se ha convertido en una referencia en la materia.  
Nicole Fontaine ha escrito varios libros sobre la labor del Parlamento Europeo. En junio de 2016, publicó Brexxit, Une Chance? Respenser l´Europe (Bréxit: ¿una oportunidad? Repensar Europa), en colaboración con François Poulet-Mathis, presentando su programa de acción diplomática, política e institucional, que fue seguido por el presidente Macron.

## Trayectoria política
Empezó su trayectoria profesional en el Secrétariat général de l´Enseignement catholique (Secretaría de Educación Católica), en el año 1972, como consejera jurídica y, posteriormente, como delegada general hasta el año 1984.  
Dirigente del movimiento católico familiar, Fontaine fue una de las principales artífices para protestar contra el proyecto socialista y comunista defendido por Françoise Mitterrand de crear una sola escuela nacional, única, laica y republicana. Este movimiento culminó con una gran manifestación, convocada el 23 de junio de 1983 en París, a la que acudió más de un millón de personas, y convirtiéndose en una de las más grandes manifestaciones de la historia francesa reciente. El Presidente Mitterrand se vio obligado a retirar su proyecto, con la que se abrió la primera gran crisis del proyecto socialista.
Fue miembro del Conseil Supérieur de l’Education Nationale (Consejo Superior de Educación Nacional) de 1975 a 1981 y del Conseil Supérieur de l’Education Nationale (Consejo Económico y Social) de 1980 a 1984. Inmediatamente después de la gran manifestación de la enseñanza privada en París, en junio de 1984, Fontaine resulta elegida diputada al Parlamento Europeo.

### Miembro del Parlamento Europeo (1984-2002)
En 1984 fue elegida eurodiputada y permaneció en el Parlamento Europeo entre 1984 y 2002, ocupando diversos cargos: Eurodiputada (1984-1999) y Presidenta (1999-2002).
Desde los inicios de su carrera parlamentaria, Nicole Fontaine trabajó por una Europa de los ciudadanos y se dedicó de manera especial a proyectos sobre educación de los jóvenes, reconocimiento mutuo de títulos académicos, derecho de la mujer e igualdad de género.
En julio de 1989 obtuvo la reelección como eurodiputada en la lista centrista encabezada por Simone Veil, y fue elegida Vicepresidenta del Parlamento Europeo (1989-1994). Fue miembro de la Mesa del Parlamento y representante de la Asamblea en el seno de la Delegación mixta Parlamento Europeo-Parlamentos nacionales, negociando acuerdos entre el Parlamento Europeo y los Estados miembro.
En el año 1994 obtiene de nuevo la reelección como eurodiputada y es elegida a la Vicepresidencia de la Asamblea, convirtiéndose en la Vicepresidenta primera del Parlamento Europeo.
En 1997 publicó una guía de las ayudas comunitarias: L´Europe de vos initiatives (La Europa de sus iniciativas), y una obra de divulgación del Tratado de Ámsterdam titulada: Le traité d´Amsterdam à l´intention de ceux qui aimenaient s´intéresser à l´Europe si elle était moins obscure (El Tratado de Ámsterdam para aquellos a quienes les gustaría interesarse por Europa si fuera menos oscura).
El 20 de julio de 1999, Fontaine fue elegida presidenta del Parlamento Europeo. Fue la segunda mujer presidenta del Parlamento Europeo de 1999 a 2002. En diciembre del año 2000 firmó en nombre del Parlamento Europeo la Carta de Derechos Fundamentales. El 15 de enero de 2002 abandonó su cargo.

### Ministra en el Gobierno francés (2002-2004)
Conforme lo establecido en el pacto PPE-ELDR, el 15 de enero de 2002 Nicole Fontaine cesó en sus funciones con la investidura de Pat Cox, para convertirse en ministra de Industria en el Gobierno francés de Jean-Pierre Raffarin (2002 - 2004). De 2004 a 2005 dirigió la Fundación Scelles de lucha contra la explotación sexual. 
Posteriormente, como miembro del movimiento federalista francés, próxima a la democracia cristiana, continuó trabajando por la construcción política europea, a través de la cátedra Jean Monnet de la Unión Europea.

### Miembro del Parlamento Europeo (2004-2009)
En 2004 fue reelegida diputada al Parlamento Europeo (2004-2009).  En su último mandato como miembro del Parlamento Europeo, Fontaine formó parte de la Comisión de Industria, Investigación y Energía y de la Comisión de Derechos de la Mujer e Igualdad de Género. Además de sus asignaciones en la comisión, fue miembro de la delegación del Parlamento para las relaciones con Afganistán.